# Việt Minh

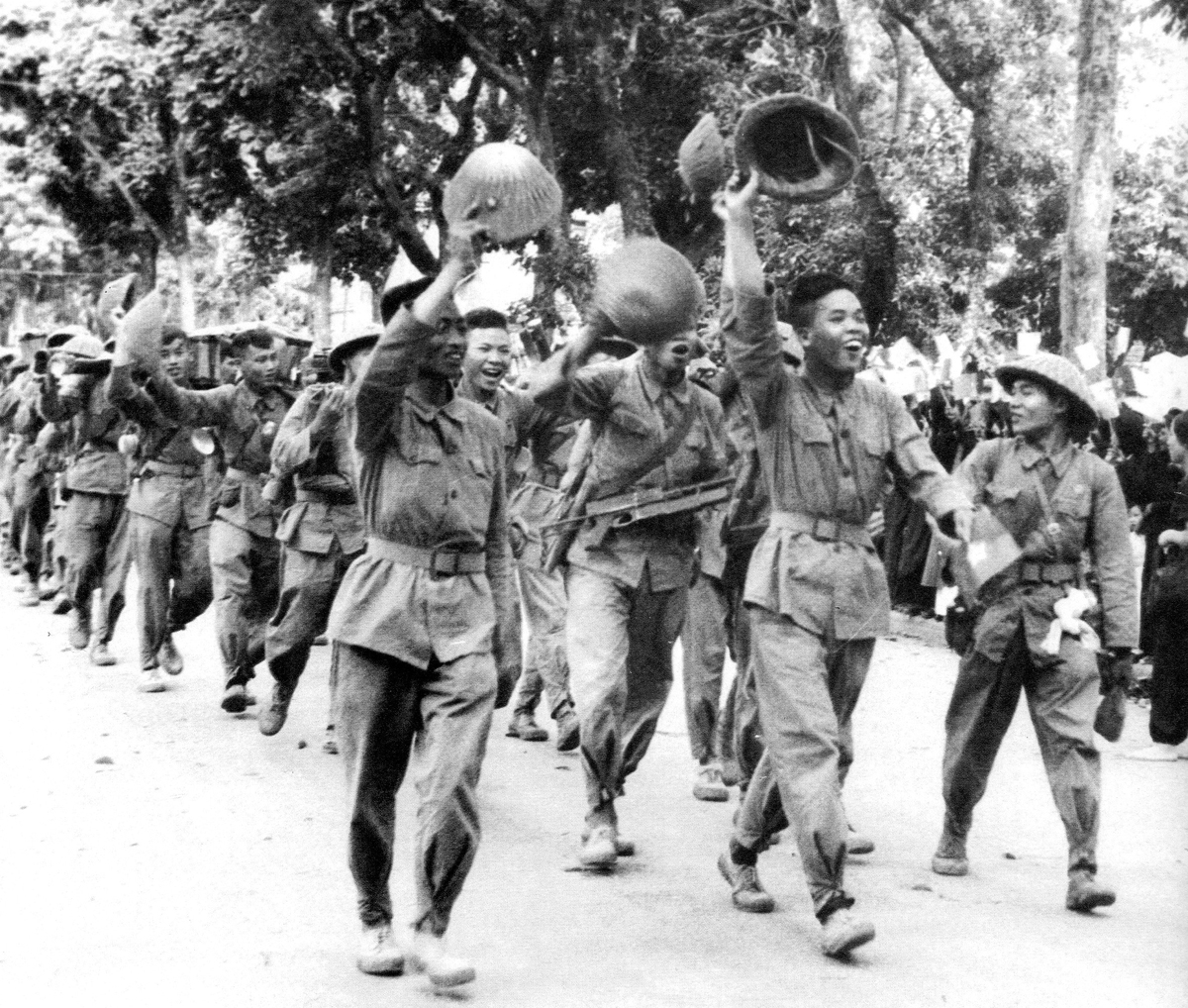
Oddziały Việt Minhu wkraczają do Hanoi (9.10.1954)

Việt Minhⓘ (skrót od wiet. Việt Nam Ðộc Lập Ðồng Minh Hội), Liga Na Rzecz Niepodległości Wietnamu – organizacja założona w 1941 roku przez wietnamskie stronnictwa niepodległościowe związane z Komunistyczną Partią Indochin, której celem było uniezależnienie Wietnamu (wchodzącego wówczas w skład Indochin Francuskich) od Francji Vichy. Ligą kierował Nguyễn Tất Thành – lepiej znany jako Hồ Chí Minh. Innymi założycielami byli Lê Duẩn, Võ Nguyên Giáp i Phạm Văn Đồng.

## Historia
W czasie II wojny światowej azjatyckie obszary kolonialne Francji okupowała Japonia. Ponieważ Việt Minh wystąpił przeciwko Japończykom, uzyskał taktyczne poparcie Chin i USA. Gdy siły Việt Minhu pokonały w 1945 roku wojska japońskie w północnej części Wietnamu, Hồ Chí Minh utworzył na wyzwolonym terenie Demokratyczną Republikę Wietnamu. Państwo nie zostało uznane a deklaracja niepodległości stała się początkiem 10-letniej wojny wyzwoleńczej (I wojna indochińska), przy czym – tym razem – Stany Zjednoczone wsparły Francję.
W roku 1946 wybuchło powstanie przeciwko odbudowanym władzom kolonialnym w Indochinach Francuskich, które tworzyły wówczas federację składającą się z Królestwa Laosu, Królestwa Kambodży, Tonkinu (Wietnam północny), Cesarstwa Annamu (Wietnam środkowy) i Kochinchiny (delta Mekongu), wszystkie (poza ostatnią, będącą kolonią) stanowiły protektorat francuski ze stolicą w Sajgonie. Francuskie Siły Zbrojne ustąpiły ostatecznie z północnego Wietnamu w 1954 roku po przegranej bitwie pod Dien Bien Phu, która oznaczała koniec kolonialnego statusu Wietnamu.
Wkrótce potem, po genewskich rozmowach pokojowych, Wietnam został podzielony na dwa osobne państwa – Republikę Wietnamu potocznie zwaną Wietnamem Południowym i Demokratyczną Republikę Wietnamu, potocznie zwaną Wietnamem Północnym. Na 1956 rok zaplanowano wybory, które miały doprowadzić do połączenia obu krajów. Việt Minh przejął 9 października 1954 kontrolę nad Wietnamem Północnym i kraj stał się państwem komunistycznym, a jego pierwszym premierem został Hồ Chí Minh.
Wietnam Południowy, wspierany przez USA, odrzucił wynegocjowane w 1954 roku porozumienie i odmówił przeprowadzenia wyborów, obawiając się sfałszowania ich na północy, a ponadto, że Hồ Chí Minh, jako bohater narodowy, wygra te wybory na południu. Partyzantka południowowietnamska (w tym wielu członków Việt Minhu), która wystąpiła przeciwko południowowietnamskiemu rządowi, utworzyła Narodowy Front Wyzwolenia Wietnamu, zwany przez Amerykanów Vietcongiem, który stał się później głównym przeciwnikiem Stanów Zjednoczonych w czasie wojny wietnamskiej w latach 1957–1975.